# مطرقة الساحرات (فلم)
مطرقة الساحرات هو فيلم رعب تم إنتاجه في المملكة المتحدة وصدر في سنة 2006.

## القصة
بعد ريبيكا (كلوديا كولتر) تعرضت لهجوم في الشوارع، وقالت انها استيقظت من قبل وكلاء من «مشروع 571». وقالت انها تريد العودة إلى زوجها وابنها، ولكن وكلاء يطلعها أنها يمكن أن ليس لأنهم قد «غيرت» لها أن تكون مصاص دماء المعدلة وراثيا. إرغامه لها من قبل واعدة أنها قد ترى أسرتها مرة أخرى، وتدريب لها في قاتل من ذوي المهارات العالية.
عائدا من مهمة واكتشاف أن الجميع في مشروع 571 تم ذبح، هو انقاذ ريبيكا من قبل مشعوذ يدعى إدوارد (جوناثان سيدجويك) واقتيد إلى مادلين (ستيفاني بيشام)، الساحرة الذي يرأس «مشروع 572». وقيل لها أنها بحاجة إلى خبرتها لاسترداد «ساحرات هامر»، وهو كتاب موجة كتبه ساحرة الروسي كاتايانا. مطلوب كتاب لقتل مصاصي الدماء هوغو رينوار (توم دوفر)، التي هي واحدة من نوبات لها الضعف الوحيد. كما ريبيكا وإدوارد يبدأ سعيه، يتم تعيين أنها عليها بين مصاصي الدماء المتنافسة والتوابع هوغو، كل منهم يرغب الكتاب لأنفسهم.

## وصلات خارجية
- مقالات تستعمل روابط فنية بلا صلة مع ويكي بيانات